# Парбаті Баруа
Парбаті Баруа (асс. পাৰ্বতী বৰুৱা) — ассамська політична діячка, активістка захисту тварин і маут (індійський термін, що означає приборкувача/чку слонів і доглядача/чку), Парабаті народилася як одне з дев'яти дітей покійного Пракрітіша Чандри Баруа з королівської родини Гауріпура. Пракрітіш був останнім раджею Гауріпура, який мав владу. Вона потрапила в центр уваги після того, як BBC створила документальний фільм «Королева слонів», заснований на її житті, разом із супутньою книгою Марка Шанда. Вона проживає в Гувахаті, а також є членом Групи спеціалістів із азійських слонів МСОП. Вона є сестрою Пратіми Баруа Панді та племінницею режисера Праматеш Баруа, відомого як Девдасу.

## Раннє життя
Парбарті народилася як одне з дев'яти дітей, народжених від покійного Пракрітіша Баруа, останнього із раджів Гауріпура. З дитинства вона мала гостре почуття розуміння та інтерес до слонів і проводила більшу частину свого часу в джунглях разом зі своїм батьком. Пракрітіш був ексцентричним мисливцем, мав надприродне розуміння слонів. У своїх королівських стайнях він мав 40 слонів.
Раджа брав свою сім'ю в тривалі подорожі лісами з великим оточенням, яке включало слуг, кухарів і приватного вихователя для своїх дітей і його сім'ї, яка складалася з його 4 дружин і 9 дітей. Саме в цих поїздках, за словами самої Парбаті, вона частково розвинула інтерес до слонів. У 1970 році скасування приватних виплат монаршим родинам завдала тяжкого удару Парбаті та її родині.
Тепер, не маючи права на жоден із заходів без оподаткування та виділених їм грошей, рід раджів Гауріпура прийшов до занепаду — як з точки зору влади, так і пільг. Будучи фактично банкрутом, не залишивши нічого, крім свого палацу та стайні слонів, Пракрітіш зі своєю дочкою повернулися до лісів і виживали, продаючи слонів і надаючи їхні послуги лісозаготівельним підприємствам безпосередньо або через ярмарок Сонепур.
У 14 років Баруа зловила свого першого дикого слона, з яким її привітав батько. З тих пір вона оволоділа мистецтвом ловлі слонів і стала їх ловити для одомашнення. Протягом багатьох років її кілька разів викликали в джунглі, щоб зловити диких слонів або піклуватися про них. Це були чайні плантації та сільські райони Західної Бенгалії, Одіші та її рідного Ассама.

## Нагороди
2024: Нагороджена премією Падма Шрі в галузі соціальної роботи.